# Socialistpartiet (Island)
 For alternative betydninger, se Socialistpartiet. (Se også artikler, som begynder med Socialistpartiet)
Sameiningarflokkur alþýðu – Sósíalistaflokkurinn (dansk: Socialistpartiet - fulde navn Det forenede Folkeparti - Socialistpartiet) var et islandsk politisk parti der eksisterede i perioden 1938–1968, da partiet indgik i Folkealliancen sammen med udbrydere fra Islands Socialdemokratiske Parti.

## Historie
I 1916 blev det islandske socialdemokratiske partiet Alþýðuflokkurinn dannet. Partiet blev splittet i 1930, da dets venstrefløj dannede Kommúnistaflokkur Íslands (Islands kommunistiske parti), der blev den islandske sektion af Komintern. I 1937 oplevede socialdemokraterne en ny splittelse og udbryderne etablerede i 1938 sammen med kommunisterne Socialistpartiet, men uden at tilslutte sig Komintern. Partiet vedblev dog at arbejde i tråd med Kominterns retningslinjer og opretholdet tæt forbindelse med Sovjetunionens kommunistiske parti. I 1939 blev Einar Olgeirsson partileder efter at en ikke-kommunist havde forladt partilederposten i protest mod Sovjetunionens angreb på Finland.
Partiets indflydelse voksede under Anden Verdenskrig og ved altingsvalget 1942 blev partiet større end Socialdemokraterne. Partiet var stærke tilhængere af at oprette den islandske republik i 1944. 144-46 deltog Socialistpartiet i en bred samlingsregering, men trak sig på spørgsmålet om USAs militærbase i Keflavik, som partiet var imod.
4. april 1956 etablerede Socialistpartiet sammen med en udbrydergruppe fra Socialdemokratiets venstrefløj partiet Folkealliancen med Hannibal Valdimarsson som første leder. Alliancen blev omdannet til et politisk parti i 1968, hvorefter Socialistpartiet blev opløst.

## Partiledere
- Héðinn Valdimarsson, 1938-1939
- Einar Olgeirsson, 1939-1968

## Valgresultat
| Alltingsvalg   | Alltingsvalg | Alltingsvalg |
| Valg           | Oppslutning  | Plasser      |
| -------------- | ------------ | ------------ |
| 1942 (juli)    | 16,2         | 6            |
| 1942 (oktober) | 18,5         | 10           |
| 1946           | 19,5         | 10           |
| 1949           | 19,5         | 9            |
| 1953           | 16,1         | 7            |